# Sture (förnamn)
Sture är ett nordiskt mansnamn, ursprungligen ett binamn med betydelsen stor
Namnet var populärt mellan 20- och 40-talen vilket gör det till ett ovanligt namn bland de yngre idag. 
31 december 2012 fanns det totalt 14 984 personer i Sverige med namnet Sture, varav 5 678 med det som tilltalsnamn. År 2003 fick 52 pojkar namnet, varav endast en fick det som tilltalsnamn.
Namnsdag: i Sverige 13 september, (1986-1992: 14 december). I den finlandssvenska namnsdagslängden har Sture namnsdag 5 februari sedan 1950.

## Personer med namnet Sture
- Sture Allén (1928–2022), språkforskare, ledamot av Svenska Akademien, under en tid dess ständige sekreterare
- Sture Almerud (1928–2006), hovrättsråd
- Sture Andersson, friidrottare
- Sture Andersson (född 1949), ishockeyspelare
- Sture Andersson (född 1950), militärläkare
- Sture André (1895–1953), industriman
- Sture Appelberg (1885–1947), journalist och deckarförfattare
- Sture Arnesson (född 1943), politiker och riksdagsledamot
- Sture Axelson (1913–1976), översättare och poet
- Sture Baude (1890–1946), skådespelare
- Sture Bergwall (född 1950), f.d. Thomas Qvick
- Sture Borgedahl (1917–2007), musikförläggare
- Sture Centerwall (1887–1964), f.d. statsråd
- Sture Collin (född 1939), skulptör
- Sture Dahlström (1922–2001), författare
- Sture Ericson (1912–1979), skådespelare
- Sture Ericsson (1898–1945), gymnast, OS-guld i truppgymnastik 1920
- Sture Fåglum Petterson (1942–1983), cyklist, bragdmedaljör
- Sture Grahn (född 1932), längdskidåkare
- Sture Henriksson (1917–1957), politiker (S), f.d. statsråd
- Sture Johannesson (1935–2018), konstnär
- Sture Källberg (född 1928), författare
- Sture Korpi (1939–2017), svensk politisk ämbetsman
- Sture Lagerwall (1908–1964), svensk skådespelare
- Sture Lindholm (född 1964), finländsk lärare och författare
- Sture Linnér (1917–2010), svensk historiker, filolog, författare
- Sture Nordh (född 1952), fackföreningsordförande (TCO)
- Sture Petrén (1908–1976), ambassadör och hovrättspresident, ledamot av Svenska Akademien
- Sture Sivertsen (född 1966), norsk längdskidåkare
- Sture Stork (1930–2002), tävlingsseglare, OS-guld 1956
- Sture Werner (1908–1989), geofysiker och professor
- Sture Åkerberg (1935–1997), jazzmusiker
- Sture Ärlebäck (född 1938), överste
- Sture Ögren (född 1947), musiker